# Hemiphaga novaeseelandiae spadicea
Il piccione di Norfolk (Hemiphaga novaeseelandiae spadicea Latham, 1801) era una sottospecie di piccione di Nuova Zelanda che abitava sull'isola di Norfolk. Scomparve attorno alla metà del XIX secolo.

## Descrizione

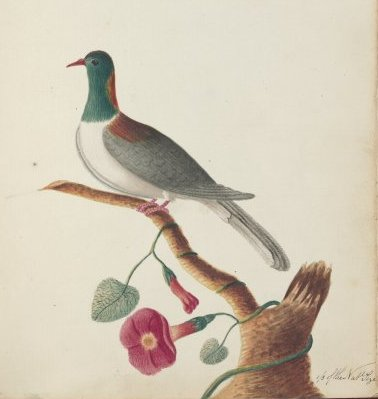
Schizzo tratto da Birds & flowers of New South Wales drawn on the spot in 1788, '89 & '90 di John Hunter.

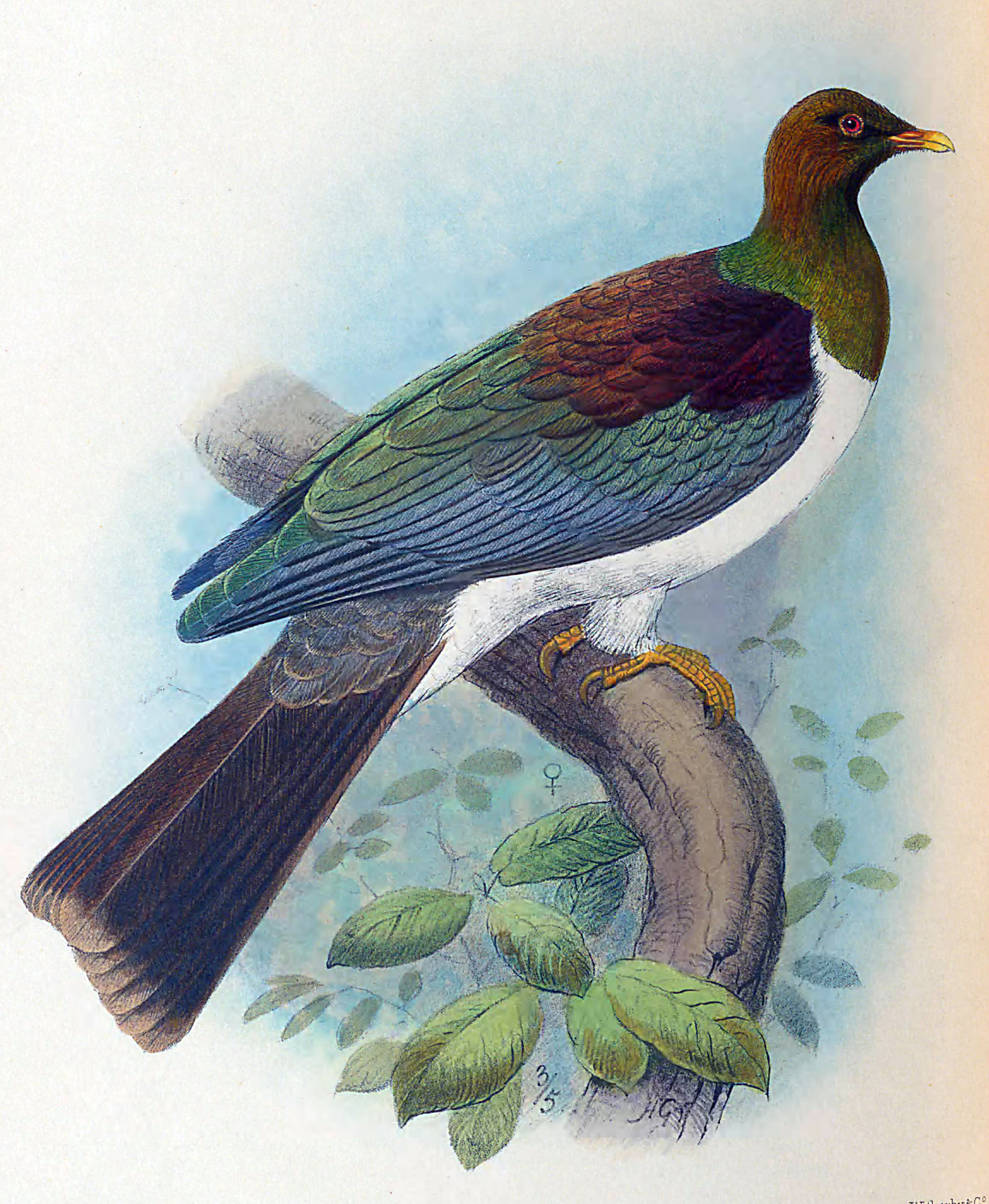
Disegno di Henrik Grönvold.

Il piccione di Norfolk misurava circa 50 cm di lunghezza. Aveva testa, fronte e petto di colore verde lucente, più chiaro sul petto; regione scapolare di colore rosso-cioccolato, o castano; parte posteriore del collo dai riflessi color rame; parte inferiore del dorso, ali e coda, di colore azzurro chiaro; remiganti primarie scure; petto, addome e sottocoda bianchi; becco rosso dalla punta gialla; iride color cremisi; e zampe rosse.

## Storia
Esistono tre sottospecie di piccione di Nuova Zelanda o Kererū, la forma nominale H. n. novaeseelandiae presente sull'Isola del Nord e del Sud e su alcune isole costiere più piccole della Nuova Zelanda, H. n. chathamensis, attualmente considerato una specie a parte, diffuso nelle isole Chatham, e H. n. spadicea dell'isola di Norfolk. Un tempo erano presenti popolazioni distinte anche sulle isole di Lord Howe e di Raoul.
L'isola di Norfolk venne scoperta per la prima volta dal Capitano Cook nell'ottobre del 1774, e poco dopo, il 6 marzo del 1788, Phillip Gidley King vi giunse da Sydney per fondarvi una colonia penale. I detenuti vi vennero trasportati periodicamente fino al giugno del 1856, quando sulle isole di Norfolk e di Phillip vennero trasferiti da Pitcairn i discendenti degli ammutinati del Bounty. I bovini vi erano già stati introdotti, ma questi coloni portarono con sé pecore, cavalli, maiali, conigli e pollame. Sull'isola giunse anche il ratto nero (Rattus rattus), che sembra aver completamente soppiantato il ratto del Pacifico (R. exulans), la cui presenza indica che Norfolk era stata precedentemente raggiunta, ma non colonizzata, dai Polinesiani.

## Estinzione
I primi coloni battezzarono il piccione di Norfolk Wood Quest, il «pellegrino dei boschi», ma esso non venne mai osservato scientificamente, e non è mai stata lasciata alcuna testimonianza che indicasse quando venne avvistato in natura l'ultimo esemplare. Esso era ancora comune nel 1838, quando Ensign Best raccontò che lui ed uno dei suoi compagni uccisero almeno 72 uccelli nel corso di 17 battute di caccia, 25 dei quali abbattuti nel corso di un'unica giornata, il 18 settembre 1838. Probabilmente il piccione deve essere scomparso poco tempo dopo, dal momento che Peale non ne scorse nemmeno uno quando visitò l'isola nel 1839 durante la spedizione Wilkes. L'ultima testimonianza di uccelli ancora viventi venne lasciata da Vigors (1833), quando ne ricevette una coppia alla Società zoologica di Londra. Gli uccelli che lui stesso vide in Nuova Zelanda, che chiamò con l'appellativo spadicea, vengono attualmente classificati nella sottospecie nominale novaeseelandiae. Probabilmente la scomparsa di questo uccello si deve alla caccia incontrollata e alla predazione da parte dei mammiferi introdotti.
Ne rimangono esemplari impagliati nei musei di Brema, Cambridge (Massachusetts), Francoforte, Leida, Lisbona, Liverpool, Milano, Napoli, New York, Philadelphia, Rouen, Tring, Vienna, Wiesbaden e Lione.